# احمد خواجه نصیر طوسی
احمد خواجه نصیر طوسی (متولد ۱۳۰۶ - درگذشتهٔ ٢ مرداد ١۴٠٠ ) مترجم و شیمی‌دان ایرانی بود.
او برای ترجمهٔ کتاب‌های طرح فیزیک هاروارد، شیمی و جامعه و شیمی عمومی با نگرش کاربردی سه بار برندهٔ کتاب سال ایران شد. احمد خواجه نصیر طوسی در سن ۹۶ سالگی، بر اثر ابتلاء به کووید -۱۹ درگذشت.